# Altar del Nacimiento (Catedral de Sevilla)

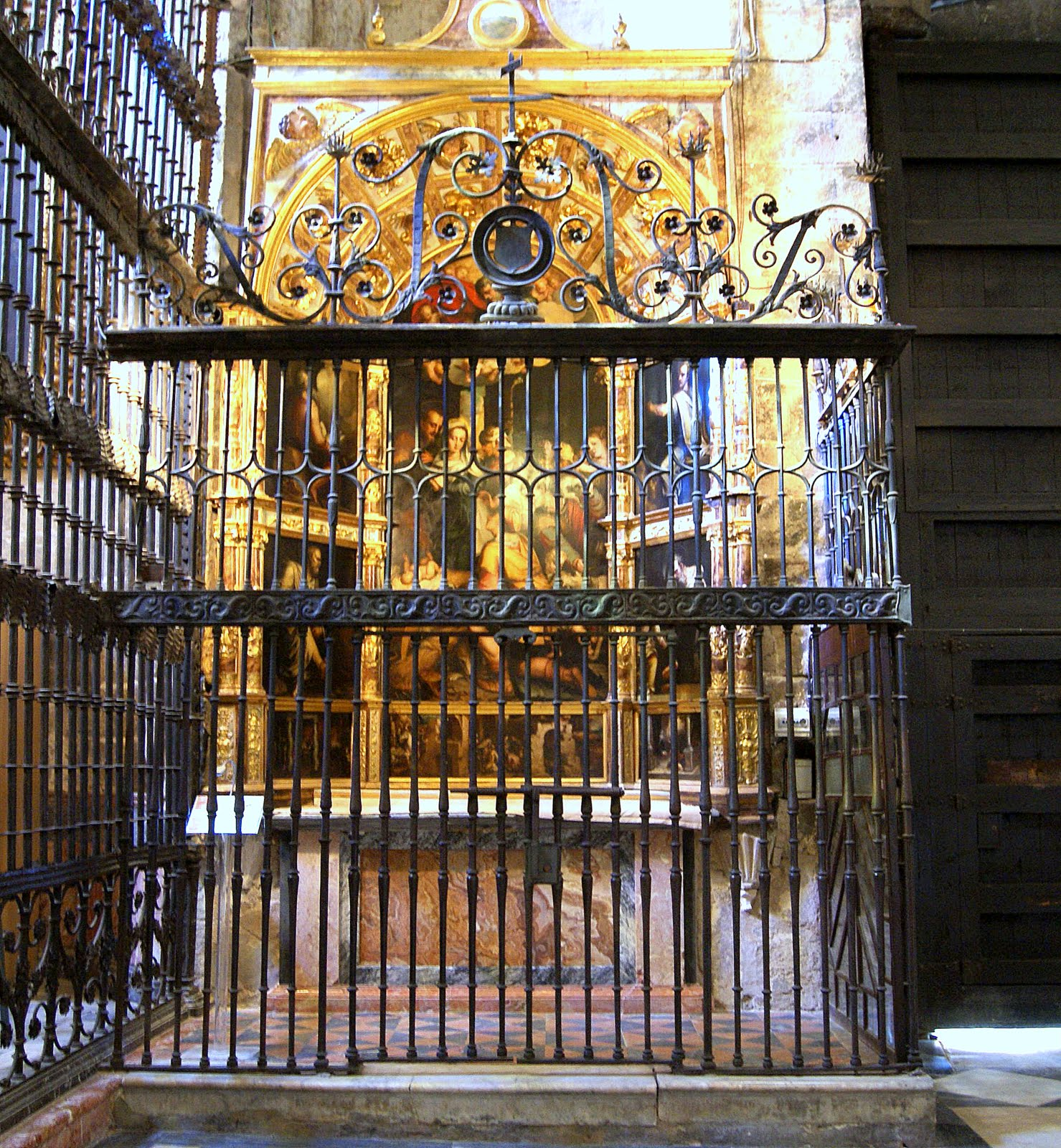
Altar del Nacimiento, pintado por Luis de Vargas.

El altar del Nacimiento de la Catedral de Sevilla fue costeada por el mercader Francisco de Baena, quien sufragó los gastos del retablo y de la reja herreriana que cierra el recinto.
Las pinturas del retablo fueron hechas por el artista sevillano Luis de Vargas, fechadas en 1555. El artista ofrece una magnífica lección de dominio de la composición y logra templar la rigidez académica de sus modelos con interesantes detalles naturalistas, delicados matices intimistas y bellos efectos lumínicos, con influencia de Rafael Sanzio y Miguel Ángel.